# Tizac-de-Curton
Pour les articles homonymes, voir Tizac et Curton.
Tizac-de-Curton est une commune du Sud-Ouest de la France, située dans le département de la Gironde (région Nouvelle-Aquitaine).
Ses habitants sont appelés les Tizacais.

## Géographie

### Localisation
Commune située sur la route départementale 936 entre Bordeaux et Castillon-la-Bataille.

### Communes limitrophes
Les communes limitrophes sont Daignac, Espiet, Génissac, Grézillac, Moulon, Nérigean et Saint-Quentin-de-Baron.
| Nérigean               | Moulon          |           |
| Saint-Quentin-de-Baron | Tizac-de-Curton | Grézillac |
| Espiet                 | Daignac         |           |

### Climat
Pour des articles plus généraux, voir Climat de la Nouvelle-Aquitaine et Climat de la Gironde.
Historiquement, la commune est exposée à un climat océanique aquitain.  
En 2020, Météo-France publie une typologie des climats de la France métropolitaine dans laquelle la commune est exposée à un climat océanique et est dans la région climatique  Aquitaine, Gascogne, caractérisée par une pluviométrie abondante au printemps, modérée en automne, un faible ensoleillement au printemps, un été chaud (19,5 °C), des vents faibles, des brouillards fréquents en automne et en hiver et des orages fréquents en été (15 à 20 jours).
Pour la période 1971-2000, la température annuelle moyenne est de 12,8 °C, avec une amplitude thermique annuelle de 14,4 °C. Le cumul annuel moyen de précipitations est de 884 mm, avec 11,9 jours de précipitations en janvier et 6,9 jours en juillet. Pour la période 1991-2020, la température moyenne annuelle observée sur la station météorologique la plus proche, située sur la commune de Saint-Savin à 12,8 km à vol d'oiseau, est de 13,9 °C et le cumul annuel moyen de précipitations est de 835,2 mm,. Pour l'avenir, les paramètres climatiques de la commune estimés pour 2050 selon différents scénarios d'émission de gaz à effet de serre sont consultables sur un site dédié publié par Météo-France en novembre 2022.

## Urbanisme

### Typologie
Au 1er janvier 2024, Tizac-de-Curton est catégorisée commune rurale à habitat dispersé, selon la nouvelle grille communale de densité à sept niveaux définie par l'Insee en 2022.
Elle est située hors unité urbaine. Par ailleurs la commune fait partie de l'aire d'attraction de Bordeaux, dont elle est une commune de la couronne,. Cette aire, qui regroupe 275 communes, est catégorisée dans les aires de 700 000 habitants ou plus (hors Paris),.

### Occupation des sols

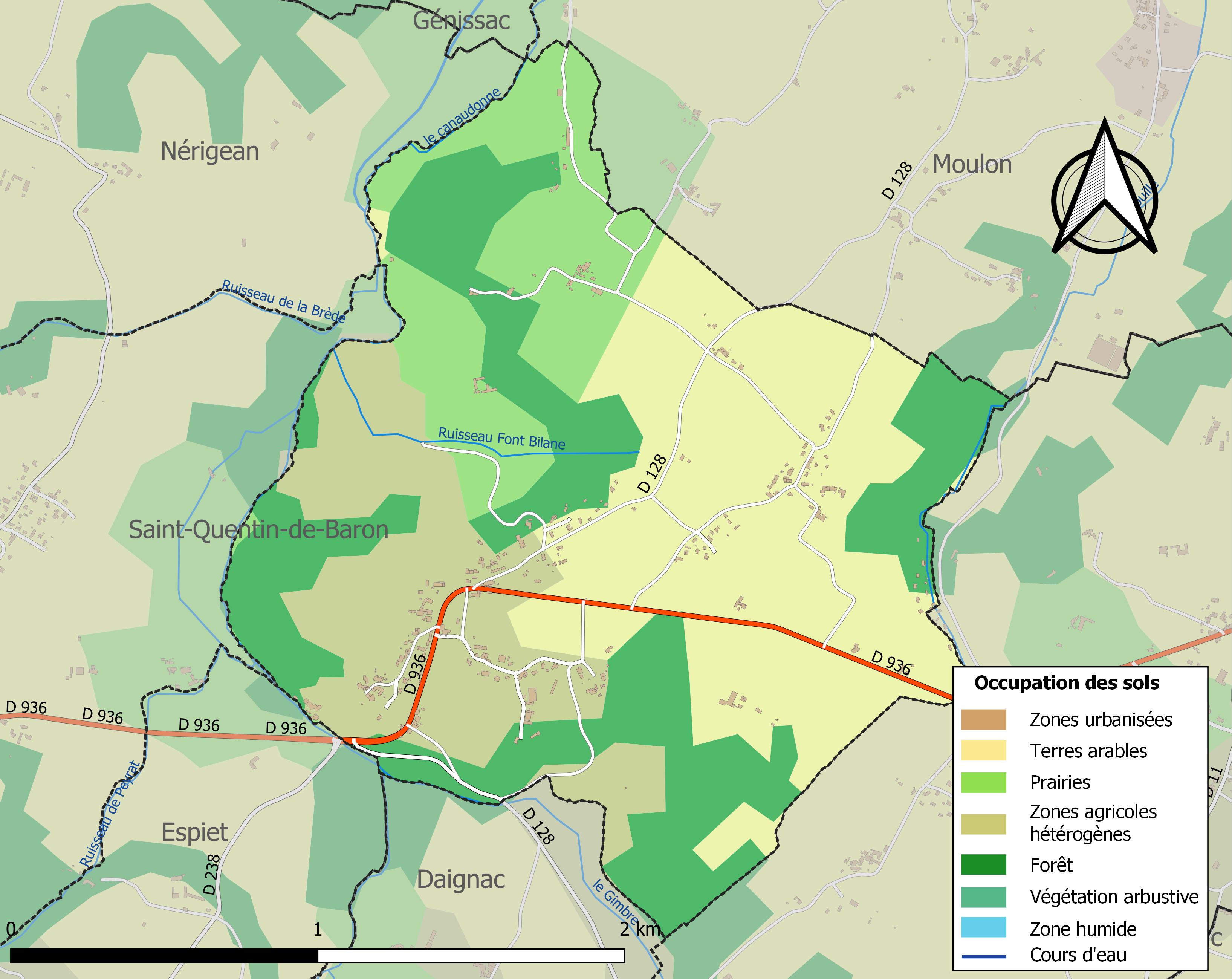
Carte des infrastructures et de l'occupation des sols de la commune en 2018 (CLC).

L'occupation des sols de la commune, telle qu'elle ressort de la base de données européenne d’occupation biophysique des sols Corine Land Cover (CLC), est marquée par l'importance des territoires agricoles (71,9 % en 2018), en diminution par rapport à 1990 (72,9 %). La répartition détaillée en 2018 est la suivante : 
cultures permanentes (35,6 %), forêts (28,1 %), zones agricoles hétérogènes (20,7 %), prairies (15,4 %), terres arables (0,2 %). L'évolution de l’occupation des sols de la commune et de ses infrastructures peut être observée sur les différentes représentations cartographiques du territoire : la carte de Cassini (XVIIIe siècle), la carte d'état-major (1820-1866) et les cartes ou photos aériennes de l'IGN pour la période actuelle (1950 à aujourd'hui).

### Risques majeurs
Le territoire de la commune de Tizac-de-Curton est vulnérable à différents aléas naturels : météorologiques (tempête, orage, neige, grand froid, canicule ou sécheresse), mouvements de terrains et séisme (sismicité faible). Un site publié par le BRGM permet d'évaluer simplement et rapidement les risques d'un bien localisé soit par son adresse soit par le numéro de sa parcelle.
Les mouvements de terrains susceptibles de se produire sur la commune sont des affaissements et effondrements liés aux cavités souterraines (hors mines). Par ailleurs, afin de mieux appréhender le risque d’affaissement de terrain, un inventaire national permet de localiser les éventuelles cavités souterraines sur la commune.

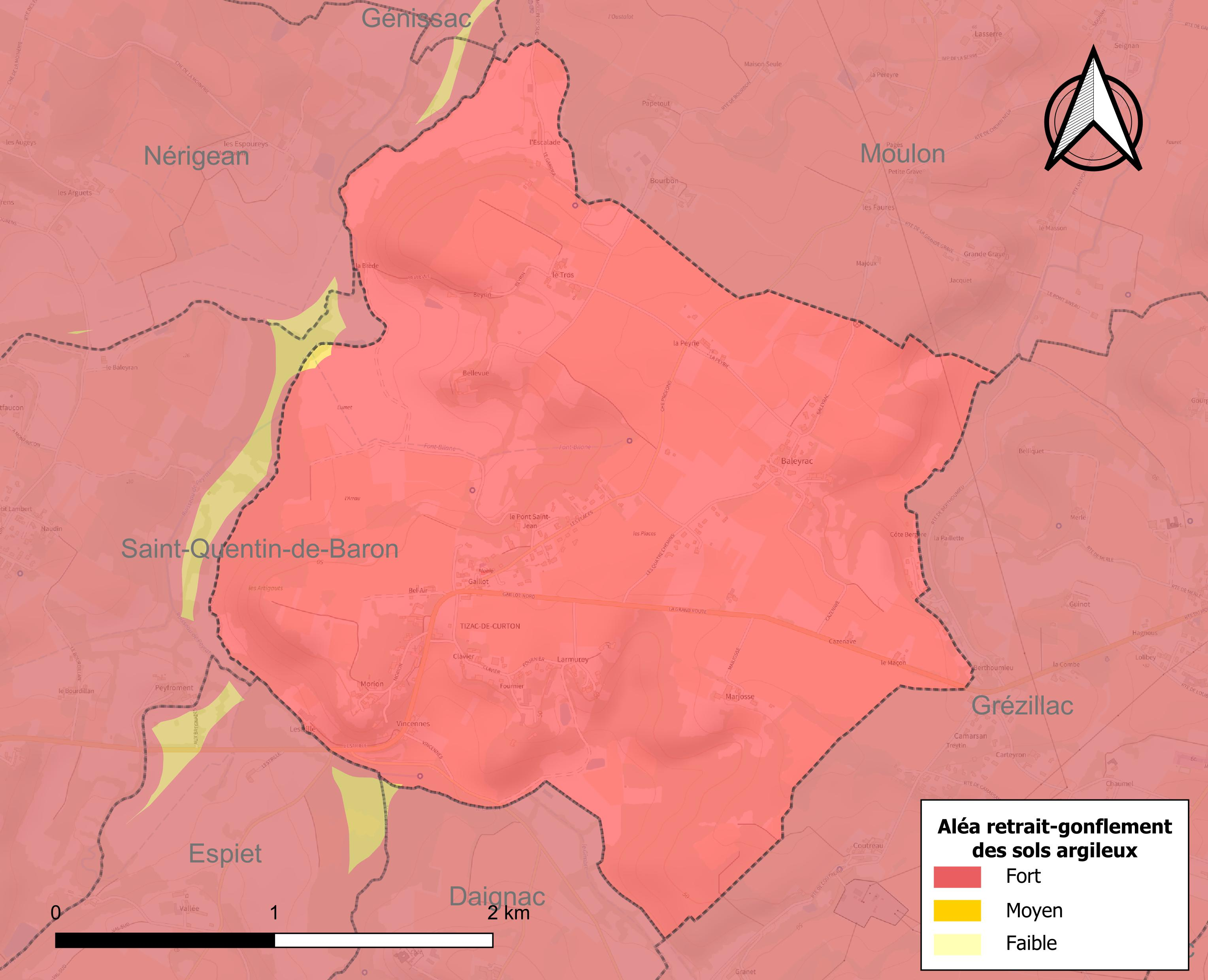
Carte des zones d'aléa retrait-gonflement des sols argileux de Tizac-de-Curton.

Le retrait-gonflement des sols argileux est susceptible d'engendrer des dommages importants aux bâtiments en cas d’alternance de périodes de sécheresse et de pluie. La totalité de la commune est en aléa moyen ou fort (67,4 % au niveau départemental et 48,5 % au niveau national). Sur les 142 bâtiments dénombrés sur la commune en 2019, 142 sont en aléa moyen ou fort, soit 100 %, à comparer aux 84 % au niveau départemental et 54 % au niveau national. Une cartographie de l'exposition du territoire national au retrait gonflement des sols argileux est disponible sur le site du BRGM,.
La commune a été reconnue en état de catastrophe naturelle au titre des dommages causés par les inondations et coulées de boue survenues en 1982, 1983, 1999, 2000 et 2009, par la sécheresse en 2005 et par des mouvements de terrain en 1999.

## Histoire
Une hypothèse est que Tizac vient d'une déformation du latin Titiacum qui désignait le domaine d'un certain Titius.
Curton, vient de la  seigneurie de Curton, maintenant sur la commune de Daignac, et dont les seigneurs avaient juridiction sur la paroisse de Tizac.

## Politique et administration
| Période                                  | Période   | Identité           | Étiquette | Qualité |
| ---------------------------------------- | --------- | ------------------ | --------- | ------- |
| avant 1995                               | ?         | Henri Fort         |           |         |
| mars 2001                                | mars 2014 | Edmond Ferrand     |           |         |
| mars 2014                                | En cours  | Josette Travaillot |           |         |
| Les données manquantes sont à compléter. |           |                    |           |         |

## Démographie
| 1793 | 1800 | 1806 | 1821 | 1831 | 1836 | 1841 | 1846 | 1851 |
| ---- | ---- | ---- | ---- | ---- | ---- | ---- | ---- | ---- |
| 360  | 318  | 335  | 348  | 276  | 276  | 266  | 282  | 268  |

| 1856 | 1861 | 1866 | 1872 | 1876 | 1881 | 1886 | 1891 | 1896 |
| ---- | ---- | ---- | ---- | ---- | ---- | ---- | ---- | ---- |
| 291  | 265  | 260  | 238  | 205  | 203  | 186  | 202  | 206  |

| 1901 | 1906 | 1911 | 1921 | 1926 | 1931 | 1936 | 1946 | 1954 |
| ---- | ---- | ---- | ---- | ---- | ---- | ---- | ---- | ---- |
| 231  | 252  | 230  | 227  | 230  | 278  | 276  | 261  | 241  |

| 1962 | 1968 | 1975 | 1982 | 1990 | 1999 | 2006 | 2011 | 2016 |
| ---- | ---- | ---- | ---- | ---- | ---- | ---- | ---- | ---- |
| 228  | 201  | 219  | 261  | 309  | 297  | 282  | 296  | 320  |

| 2021 | 2022 | - | - | - | - | - | - | - |
| ---- | ---- | - | - | - | - | - | - | - |
| 366  | 376  | - | - | - | - | - | - | - |

## Lieux et monuments
- L'église Notre-Dame de Tizac-de-Curton est inscrite au titre des monuments historiques depuis 1925[24]. L'église, qui date du XIIIe siècle, possède : un chevet carré, voûté d'ogives, des murs épais et contreforts de type roman. La voûte gothique est posé sur des murs romans. La nef est couverte d'une fausse voûte. Le pignon de la façade a été construit en 1839. Le porche est l'un des plus anciens de la Gironde.

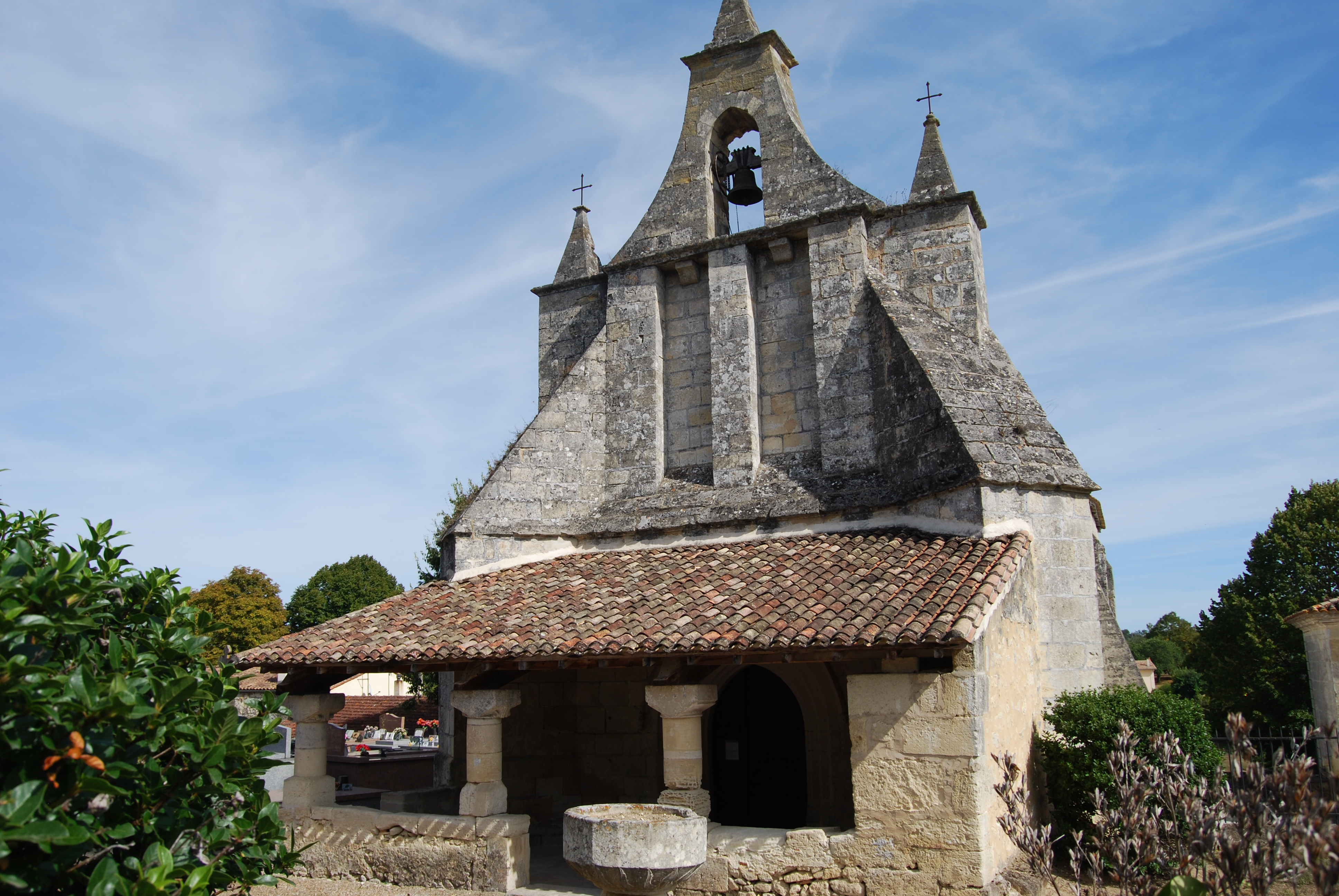
Église Notre-Dame de Tizac-de-Curton.

- Le château de Curton à Tizac-de-Curton (vestiges).

### Héraldique
| Blason de Tizac-de-Curton | Blason  | Parti : au 1er de gueules à un lion contourné d'argent, au 2d coupé au I d'azur à une salamandre contournée d'or, au II d'argent à une ombre de l'église du lieu. |
| Blason de Tizac-de-Curton | Détails | Le statut officiel du blason reste à déterminer. |